# AliceVision Meshroom
 (octobre 2021).
AliceVision  est un framework de vision par ordinateur et de photogrammétrie qui permet de générer un modèle 3D texturé à partir d'un ensemble non ordonné de photos. La bibliothèque met à disposition des algorithmes pour la reconstruction 3D et le match moving et elle est organisée en modules pour l'extraction de caractéristiques, l'enregistrement d'images, la mise en correspondance des images, le calibrage et la localisation des caméras, l'estimation de cartes de profondeur, le maillage de points 3D et le texturing du modèle.
La bibliothèque est multiplateforme et distribuée en open source avec une licence MPLv2. Elle est basée sur des standards et des formats ouverts (OBJ, glTF ,OpenEXR, Alembic) pour faciliter l'interopérabilité avec les autres logiciels, comme Blender,, Maya et Houdini .

## Meshroom
Meshroom est l'interface graphique construite autour de la bibliothèque AliceVision. La principale caractéristique est son système nodal qui permet de modéliser le processus de reconstruction comme un pipeline de nœuds. Chaque nœud correspond à une étape du processus de reconstruction et le résultat de chaque nœud peut être utilisé comme entrée d'un autre nœud. Cela permet de personnaliser et d'adapter le processus à différents besoins selon le type d'applications. Chaque nœud peut être exécuté localement sur l'ordinateur ou à distance sur plusieurs ordinateurs en parallèle dans une ferme de rendu .
Meshroom est utilisé depuis 2014 principalement dans l'industrie des effets spéciaux numériques, et dans de nombreux autres cadres applicatifs, tels que la réalité augmentée pour les applications médicales, la conservation et la numérisation du patrimoine culturel,, l'archéologie,,, la biologie ,,, la reconstruction 3D d'insectes, la vidéosurveillance, l''impression 3D,,, le tourisme,, la création de modèles 3D pour la réalité virtuelle,,,, la science médico-légale,, et l'inspection des bâtiments,, .

## Association AliceVision
Le projet AliceVision est soutenu par l'asbl ALICEVISION, fondée en 2020 pour démocratiser les techniques de numérisation 3D à partir de photographies et de vidéos.